# Kosma
Kosma ist ein Ortsteil der Stadt Altenburg im Bundesland Thüringen.

## Lage

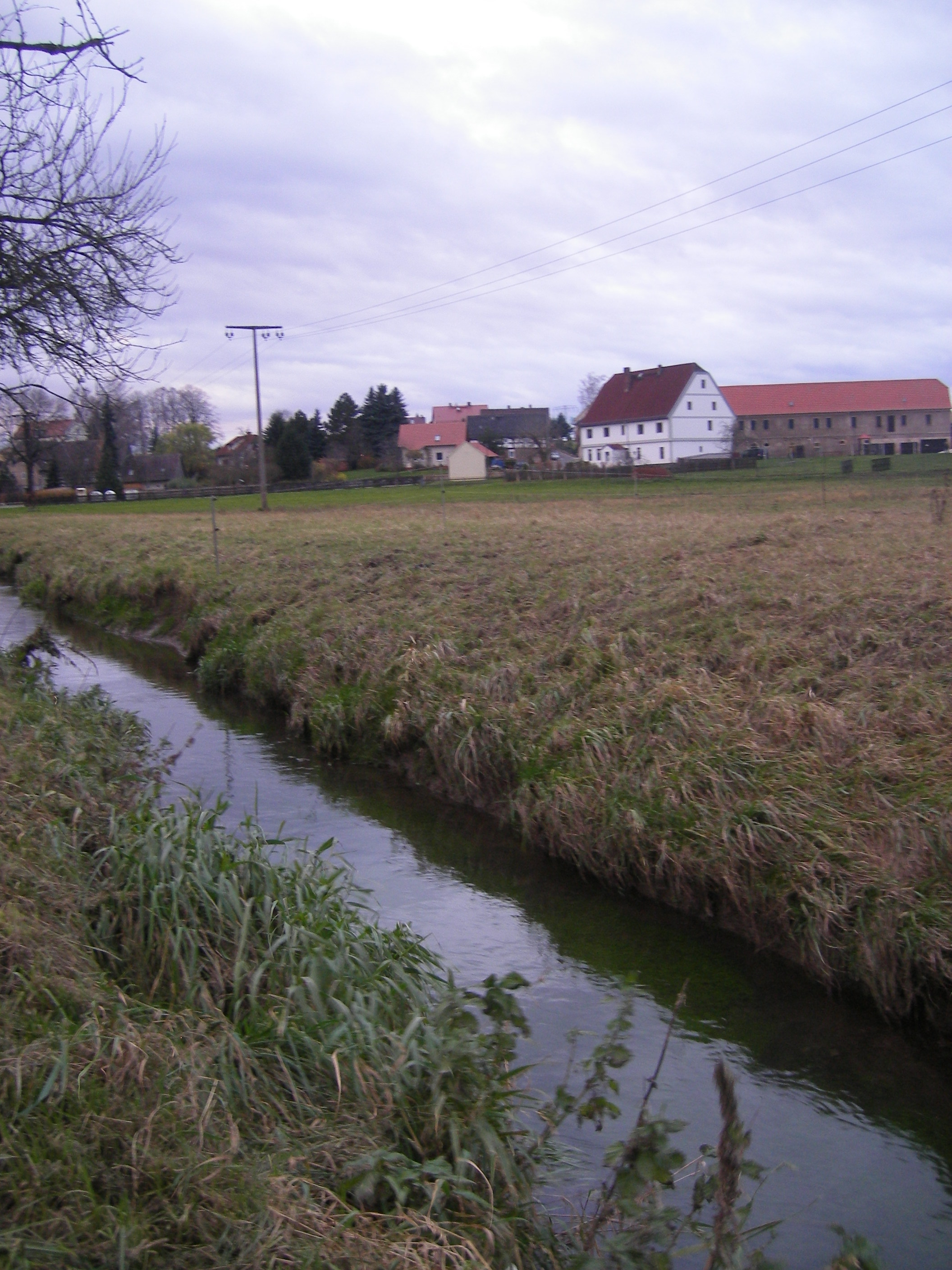
Die Blaue Flut

Kosma liegt im Südwesten des Altenburger Stadtgebiets, an der Bundesstraße 7, etwa 2 km von der städtischen Bebauungsgrenze am Großen Teich entfernt. Durch den Ortsteil fließt der Bach mit dem Namen Blaue Flut, der am Rande des Altenburger Stadtzentrums durch Aufstauung zwei Teiche bildet, den Kleinen Teich und den Großen Teich. Der Ortsteil Kosma selbst besitzt noch die Ortslagen Kürbitz und Altendorf, letztere ist weit über die Kreisgrenzen wegen des hier ehemals ansässigen Bordells bekannt. Durch Kosma führt die Landesstraße 2171 (Verbindung der L 1362 von Altenburg ins westliche Kreisgebiet), von der in Ortsmitte die Kreisstraßen 67 nach Altenburg und 209 ins nahe Körbitz abzweigen.

## Geschichte
Der Name der Ortschaft war um 1200 Chozmin, was altsorbischen Ursprungs ist und bedeutet „Ort eines Kosma“. Zirka 1445 bestand der Ort aus 7 Anwesen. Der Ort gehörte zum wettinischen Amt Altenburg, welches ab dem 16. Jahrhundert aufgrund mehrerer Teilungen im Lauf seines Bestehens unter der Hoheit folgender Ernestinischer Herzogtümer stand: Herzogtum Sachsen (1554 bis 1572), Herzogtum Sachsen-Weimar (1572 bis 1603), Herzogtum Sachsen-Altenburg (1603 bis 1672), Herzogtum Sachsen-Gotha-Altenburg (1672 bis 1826). Bei der Neuordnung der Ernestinischen Herzogtümer im Jahr 1826 kam der Ort wiederum zum Herzogtum Sachsen-Altenburg. Nach der Verwaltungsreform im Herzogtum gehörte er bezüglich der Verwaltung zum Ostkreis (bis 1900) bzw. zum Landratsamt Altenburg (ab 1900). Das Dorf gehörte ab 1918 zum Freistaat Sachsen-Altenburg, der 1920 im Land Thüringen aufging.
Am 1. Oktober 1922 wurde der Ort Kosma sowie Altendorf zum ersten Mal von der Stadt Altenburg eingemeindet, allerdings bereits zwei Jahre später am 1. August 1924 wieder ausgemeindet. Die selbstständige Gemeinde Kosma war dem Landkreis Altenburg unterstellt. Am 1. April 1935 wurde Altendorf eingemeindet, Kürbitz und Schlöpitz folgten am 1. April 1938. Bei der zweiten Kreisreform in der DDR wurden 1952 die bestehenden Länder aufgelöst und die Landkreise neu zugeschnitten. Somit kam die Gemeinde Kosma mit dem Kreis Altenburg an den Bezirk Leipzig; jener gehörte seit 1990 als Landkreis Altenburg zu Thüringen und ging 1994 im Landkreis Altenburger Land auf. In der Ortslage allein leben knapp 300 Einwohner auf einer Fläche von 212 Hektar, im gesamten Ortsteil ungefähr 380 Personen.
Kosma wurde am 31. Dezember 1996 eine Ortschaft der Stadt Altenburg, behielt jedoch ebenso wie Ehrenberg und Zetzscha eine eigene Verwaltung sowie einen Ortsbürgermeister. Ortsbürgermeisterin ist die parteilose Carmen Schnoor.
| 1580 | 91  | 1672 | 42  | 1833 | 148 |
| 1871 | 234 | 1910 | 337 | 1939 | 548 |
| 1946 | 717 | 1964 | 539 | 1994 | 376 |
| 1995 | 371 | 1996 | 371 | 2004 | 370 |
| 2005 | 381 | 2006 | 386 | 2007 | 377 |

Bezug auf ehemalige Gemeinde, also heutigen Ortsteil, nicht Ortslage
Quelle: Statistische Jahrbücher der Stadt Altenburg

## Sehenswürdigkeiten
Die samt Ausstattung unter Denkmalschutz stehende Dorfkirche „Zu unserer lieben Frauen“ in Kosma (mit Friedhof, Einfriedung, einschließlich des ehemaligen Leichenhauses und Kriegerdenkmals) wurde an der höchsten Erhebung der Ortschaft von 1498 bis 1511 an Stelle einer bereits 1279 erwähnten Kirche erbaut. Es erfolgten von 1764 bis 1780 bauliche Korrekturen und Veränderungen. 1802 erhielt sie von Christian Friedrich I. Poppe eine Orgel mit 18 Registern auf zwei Manualen und Pedal. Seit den 1960er Jahren galt sie als „völlig verwahrlost“ und nicht mehr spielbar. In zwei Bauabschnitten wurde sie 2001 bis 2011 wieder restauriert.